# Museu de Tanques de Parola

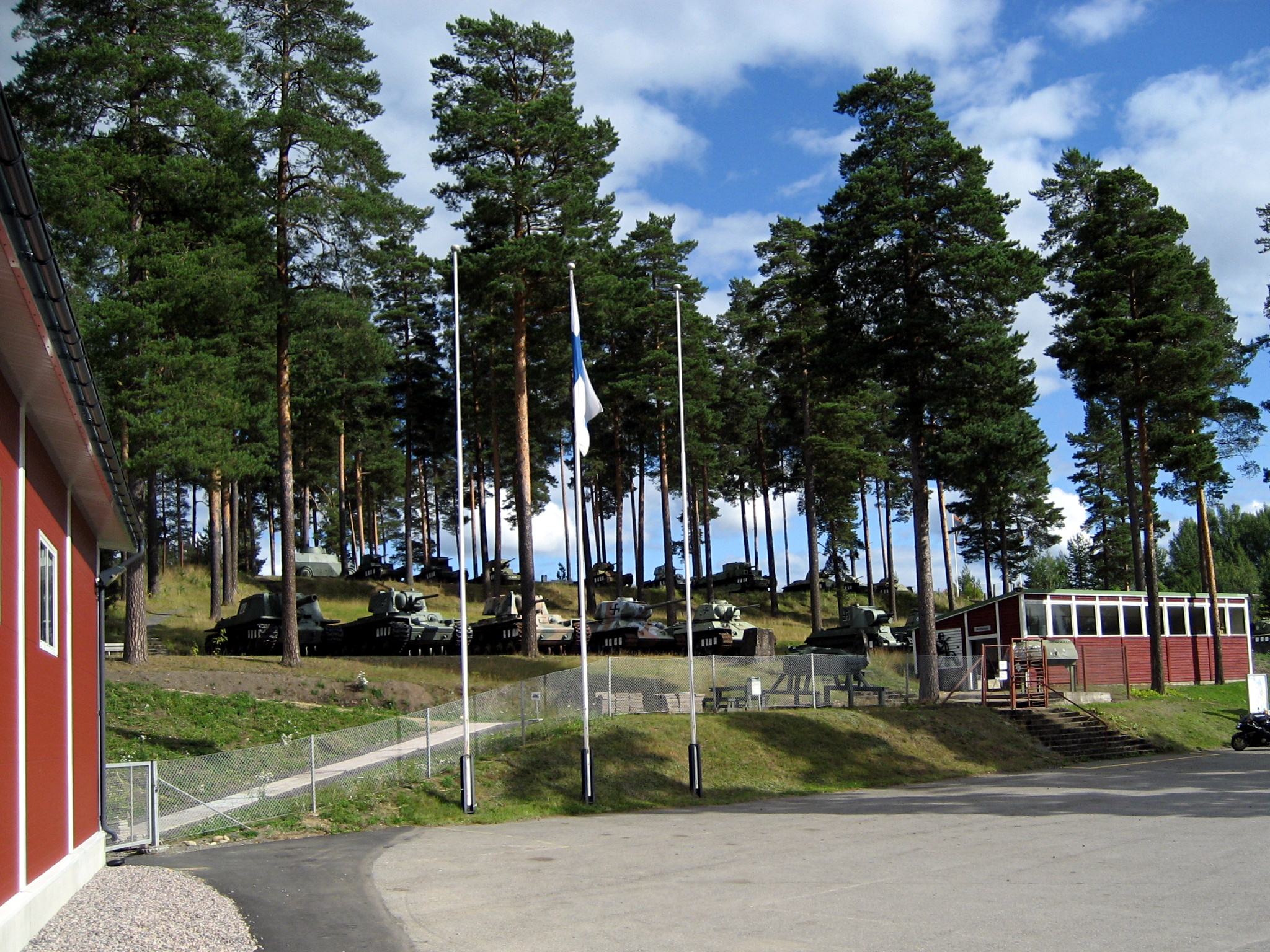
Jardim do Museu de Tanques de Parola com sua mais recente extensão, Hall 2, à esquerda

Museu de Tanques de Parola (finlandês Panssarimuseo) é um museu militar localizado em Parola, perto de Hämeenlinna, na Finlândia. Lá estão à mostra vários tanques, veículos revestidos e armas antitanque usados pelas Forças de Defesa da Finlândia através de sua história. 
O museu foi aberto em 18 de junho de 1961 expondo 19 tanques e 12 armas antitanques.

Leopard 2A4, o tanque mais recente das Forças de Defesa da Finlândia, encontra-se exposto lá.

## Ligações externas

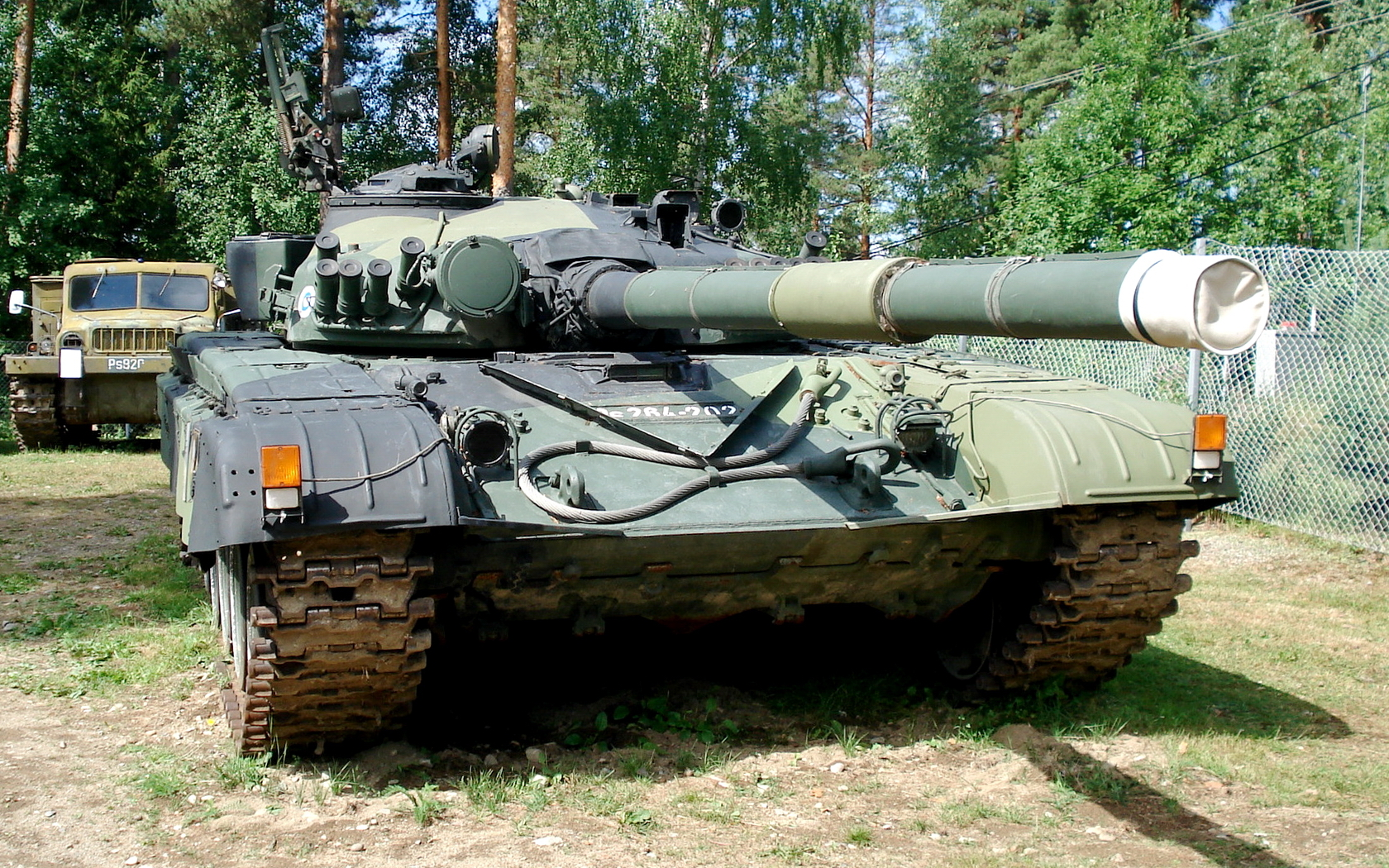
T-72-M1 finlandês exposto no Museu de Tanques de Parola

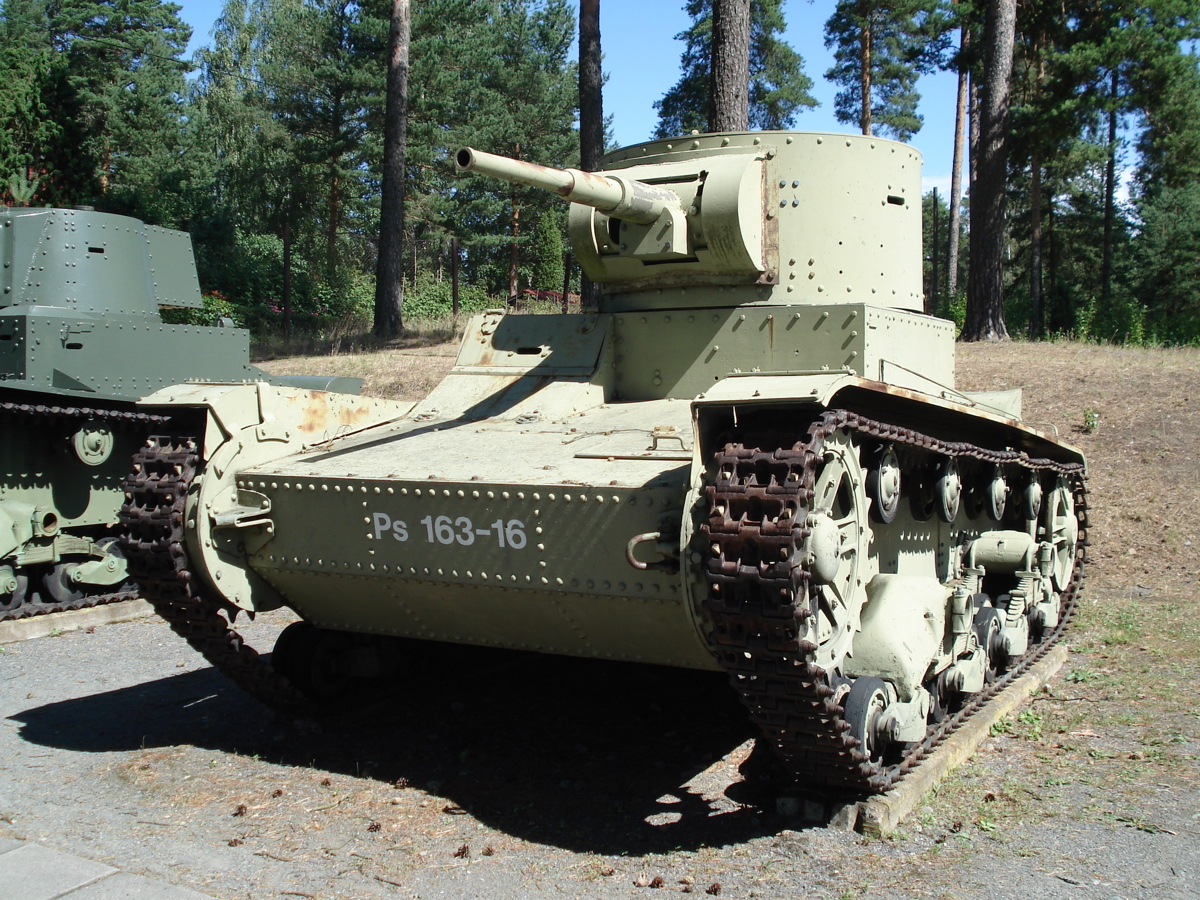
Um T-26 em exposição.